# Neanotis hondae
Neanotis hondae är en måreväxtart som först beskrevs av Hiroshi Hara, och fick sitt nu gällande namn av Walter Hepworth Lewis. Neanotis hondae ingår i släktet Neanotis och familjen måreväxter. Inga underarter finns listade i Catalogue of Life.